# Lev Xúbnikov
Lev Vassílievitx Xúbnikov (rus: Лев Васи́льевич Шу́бников; ucraïnès: Лев Васильович Шубников) (9 de setembre de 1901 – 10 de novembre de 1937) va ser un físic experimental soviètic que treballà a Rússia, els Països Baixos i Ucraïna.
Xúbnikov va néixer a una família de Sant Petersburg. Després del graduar-se del gimnasium, ingressà a la Universitat de Leningrad. Això va ser durant el primer any de la Guerra Civil Russa, i ell era l'únic estudiant del departament de física. El 1921, mentre que navegava pel golf de Finlàndia, accidentalment va arribar a Finlàndia des de Sant Petersburg, va ser enviat a Alemanya i no va poder tornar a Rússia fins al 1922. Llavors continuà la seva educació a l'Institut Politècnic de Leningrad, graduant-se el 1926. Durant el seu període formatiu treballà amb Ivan Obreimov, desenvolupant un nou mètode pel creixement dels monocristalls dels metalls.
El 1926, i per recomanació d'Abram Ioffe, va ser enviat al laboratori de criogènia de Wander Johannes de Haas, a Leiden (Països Baixos); on va treballar fins al 1930. Xúbnikov estudià els cristalls del bismut amb baixes concentracions d'impuresa, i juntament amb De Haas descobrí les oscil·lacions de la magnetorresistència a baixes temperatures en camps magnètics (l'efecte Xúbnikov-De Haas). La importància d'aquest efecte per a cossos amb estat condensat esdevingué molt més clara només molt de temps després. Actualment aquest efecte és un dels instruments principals emprats en l'estudi de les propietats de l'electró quantum dels sòlids.
El 1930, Xúbnikov tornà a Khàrkiv i creà allà el primer laboratori soviètic de criogènia.
També va descobrir l'antiferromagnetisme (1935) i el paramagnetisme (1936, amb Borís Làzarev) de l'estat sòlid de l'hidrogen. Va ser un dels primers a estudiar l'heli líquid.
El 1937, durant la Gran Purga, l'NKVD llançà l'Afer de l'Institut Físic i Tecnològic Ucraïnès sota acusacions falses, i Xúbnikov i diversos col·legues més van ser condemnats i executats. Va ser rehabilitat pòstumament. Fins al 1991 la data exacta de la seva mort no se sabia (la Gran Enciclopèdia Soviètica deia que havia estat el 1945.
L'Acadèmia Soviètica de Ciències creà el Premi Xúbnikov.